# Amaro Villanueva
Amaro Villanueva (Gualeguay, Entre Ríos, 13 de septiembre de 1900 - Buenos Aires, 5 de agosto de 1969) poeta, narrador, ensayista, periodista argentino, fundador de la Academia Porteña del Lunfardo.

## Trayectoria
Ejerció la docencia y fue promotor y activista en el Círculo de Periodistas de Paraná. Aunque en sus primeros pasos formó parte del círculo de poetas «misterio gualeyo» de la ciudad de Gualeguay, donde compartirá amistad y militancia con Juan L. Ortíz, Carlos Mastronardi y Emma Barrandeguy. Juan L. Ortíz lo apodó como «el criollo del universo».  
En colaboración con Julio Meirama tradujo al poeta turco Nazim Hikmet. 
Entre su obra se cuentan los estudios relativos al mate –infusión popular rioplatense–, su campo semántico, las particularidades botánicas y los secretos del cebar. Asimismo un estudio sobre el Martín Fierro de José Hernández.
Dirigió la página cultural de El Diario de Paraná, colaborando con diversos medios periodísticos nacionales como La Nación, El Litoral (de Santa Fe), La Capital (de Rosario), entre otros.
Una vez establecido en Buenos Aires, se relacionó con los protagonistas del ambiente literario de la época, mientras continuó desarrollando sus estudios sobre el lunfardo. 
Su preocupación literaria giró en torno al sentir tradicional de los sectores populares argentinos. En su militancia comunista no estuvo exento de incomprensiones y desprecios como los que describe José María Aricó, quien lo define como “un ensayista sagaz y perceptivo de los fenómenos del mundo popular subalterno”.  
Según los críticos actuales, fue un intelectual dotado para la investigación crítica, tanto en materia folklórica como en cuestiones literarias o asuntos lingüísticos. 
La Editorial de la Universidad Nacional de Entre Ríos editó en 2010 su obra completa, en un trabajo que cuenta con la dirección científica de Sergio Delgado, especialista en el tema, y consta de tres volúmenes, fruto de la investigación realizada en hemerotecas, bibliotecas públicas y pivadas, y que incluyen estudios culturales y crítica literaria, literatura nacional, estudios-ensayos históricos y políticos, obra literaria propia (ensayos, poesías, crónicas) y lunfardo.

## Militancia
Amaro Villanueva militó en el Partido Comunista de Entre Ríos, llegando a a ser candidato a gobernador por el dicho partido en 1951, pero su candidatura fue anulada por una justicia electoral que cumplía su rol inapelable en el marco de la guerra fría. Villanueva compartiría militancia con Juan L. Ortiz, Emma Barradeguy y el acompañamiento de Carlos Mastronardi. Según investigaciones realizadas desde la Universidad Nacional de Rosario, fue durante la guerra civil española (1936 - 1939) que el comunismo se expande durante toda la provincia de Entre Ríos. 

## Obras
Algunos títulos de Villanueva: “Versos para la oreja”, “Son sonetos”, “Lunfar dópolis”, “La mano y otros cuentos”, “El mate”, “Historia de la yerba”, “El problema de la tierra en los pueblos americanos”, “El lenguaje del mate", "Refranero del mate", "Psicología del matero", “El ombú y la civilización”, "Crítica y pico. El sentido esencial del Martín Fierro", "Garibaldi en Entre Ríos"…
Ediciones sobre "El mate":
Primera edición:
- Villanueva, Amaro. 1938. Mate. Exposición de la técnica de cebar. 170 pp. Buenos Aires.

La segunda edición ampliada se divide en dos tomos:
- Villanueva, Amaro. 1960. El Mate. Arte de cebar. (218 pp. en la edición Los libros del mirasol, 1962, Buenos Aires).
- Villanueva, Amaro. 1967. El lenguaje del mate. 119 pp, ed. Paidós, Buenos Aires.

En una tercera edición se unifican los dos tomos en uno:
- Villanueva, Amaro. 1995. El mate. El arte de cebar y su lenguaje.

También fueron editadas sus Obras completas.